# Tigery
Tigery és un municipi francès, situat al departament d'Essonne i a la regió de l'Illa de França.
Forma part del cantó d'Épinay-sous-Sénart i del districte d'Évry. I des del 2016 de la Comunitat d'aglomeració Grand Paris Sud Seine-Essonne-Sénart.